# Дади Джанки Крипалани
Дади Джанки Крипалани (англ. Dadi Janki; 1 января 1916, Хайдарабад, Бомбейское президентство, Британская Индия — 27 марта 2020, Маунт-Абу, Раджастхан, Индия) — индийский религиозный деятель, с 1983 года одна из духовных лидеров движения Брахма Кумарис, крупнейшей в мире духовной организации, управляемой женщинами. Йога.

## Биография

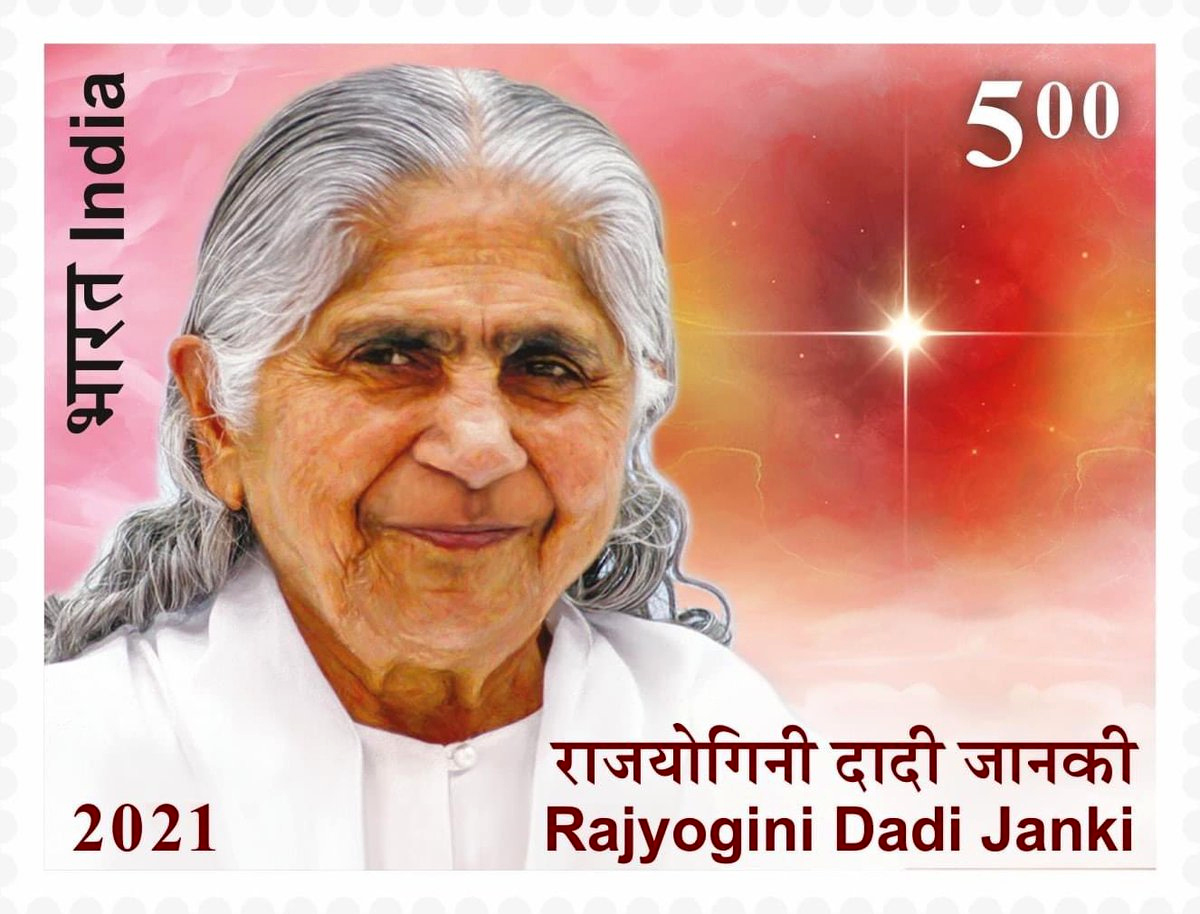

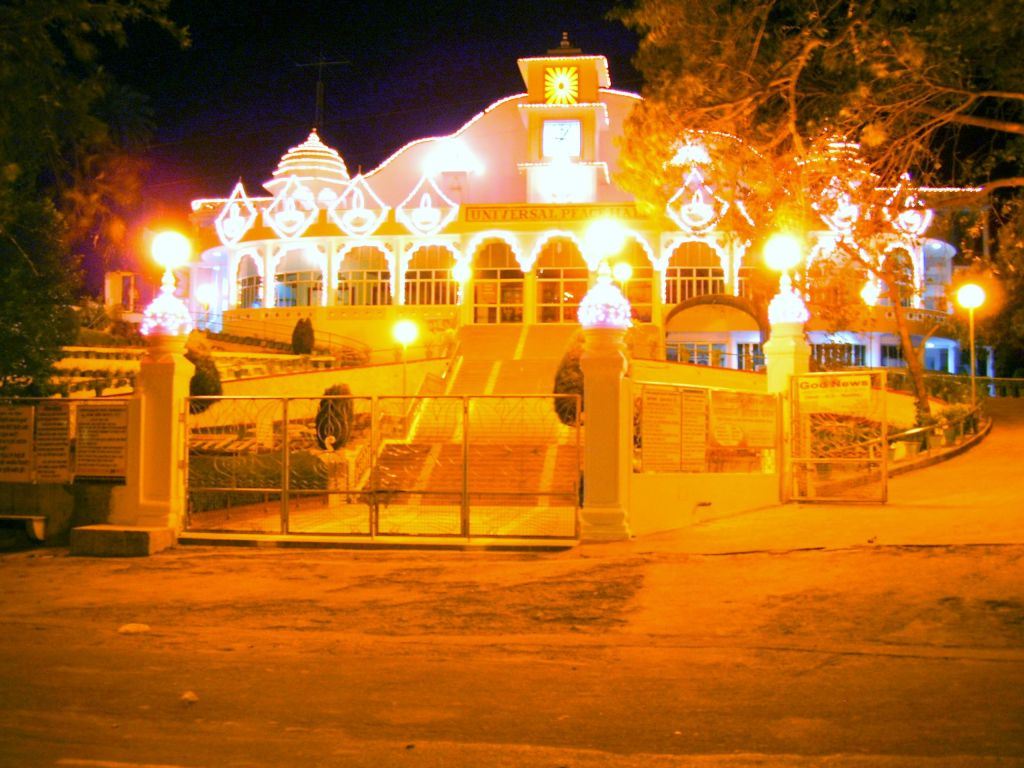
Штаб-квартира Брахма Кумарис в Маунт-Абу

Родилась в богатой, глубоко религиозной семье. 
В возрасте 21 года присоединилась к Брахма Кумарис, неоиндуистскому монашескому отшельническму милленаристскому религиозному движению, пропагандирующего форму медитации «раджа-йогу», которая представляет собой крайне упрощённый вариант классической раджа-йоги, описанной Патанджали в «Йога-сутрах».
В 1950 году вместе со своим гуру Брахма Бабой, начиная с Маунт-Абу, занялась открытием ашрамов раджа-йоги в Индии (Дели, Бомбей). В 1974 году, несмотря на то, что в то время она не говорила по-английски, Дади Джанки переехала в Великобританию, чтобы стать послом движения Брахма Кумарис, и прожила там почти 40 лет. В том же году основала первый центр школы за пределами Индии — в Лондоне.
В начале 1990-х годов, за свой вклад в дело мира, Дади Джанки официально стала членом группы «Хранители мудрости» — группы выдающихся духовных лидеров, созванной Организацией Объединенных Наций. 
С 1983 по 2020 год была заместителем лидера движения Брахма Кумарис. Много путешествовала и преподавала традиции раджа-йоги в разных странах.
Умерла 27 марта 2020 года в возрасте 104 лет.